# Wollingst
Wollingst (platduits:Wolljes) is een klein dorp en voormalige gemeente in de Duitse deelstaat Nedersaksen. De gemeente werd in 1974 gevoegd bij Beverstedt. 
Bij het dorp stond tot 2017 een Naturfreundehaus dat echter wegens een gebrek aan interesse is gesloopt.
- Gemeinsame Normdatei: 5292072-0
- Virtual International Authority File: 159276063
- WorldCat: E39PBJkhQthDV4j9BYyF3crH4q